# Rivellia yaeyamaensis
Rivellia yaeyamaensis är en tvåvingeart som beskrevs av Hiroshi Hara 1989. Rivellia yaeyamaensis ingår i släktet Rivellia och familjen bredmunsflugor. Inga underarter finns listade i Catalogue of Life.